# Aérodrome de Borodianka
L'aérodrome de Borodianka (en ukrainien : Аеродром Бородянка) est situé au nord-ouest de Kyiv en la ville de Borodianka.

## Historique
Créé en 1936 il a longtemps été une base militaire, il sert actuellement à la pratique du saut en parachute.